# Jose Manuel Quintero
Jose Manuel Quintero Macias (Chiclana de la Frontera, Cádiz, España, 17 de diciembre de 1998) es un conferenciante y atleta español paralímpico. Campeón del Mundo de Duatlón (2019), Subcampeón del Mundo de Acuatlón (2019), Campeón de Europa de Duatlón (2018), Campeón de España de Triatlón (2018, 2019), Campeón de España de Atletismo (2017, 2018, 2019). 

## Biografía
En silla de ruedas desde los 13 años por una operación de la espalda que salió mal, José Manuel se apoyó en el deporte para salir adelante. Consiguiendo destacar nacionalmente a los 16 años cuando consiguió ser campeón de España absoluto en natación adaptada. Un año después, ya se estrenó internacionalmente en la competición. Consiguiendo dos medallas de oro de natación en Croacia.
A partir de ahí, ha conseguido diferentes pódiums nacionales e internacionales. Habiendo representado a la selección española en tres deportes diferentes (natación, triatlón y atletismo) y luchando ahora por conseguir su sueño de participar en unos Juegos Paralímpicos. En 2019 participó en el Campeonato del Mundo celebrado en Dubái.

## Trayectoria deportiva
| Campeonato Mundial | Campeonato Mundial   | Campeonato Mundial             | Campeonato Mundial | Campeonato Mundial |
| Año                | Lugar                | Prueba                         | Medalla            | Competición        |
| ------------------ | -------------------- | ------------------------------ | ------------------ | ------------------ |
| 2019               | Pontevedra ( España) | Campeonato Mundial de Duatlón  | Medalla de oro     | Individual         |
| 2019               | Pontevedra ( España) | Campeonato Mundial de Acuatlón | Medalla de plata   | Individual         |
| Campeonato Europeo |                      |                                |                    |                    |
| Año                | Lugar                | Prueba                         | Medalla            | Competición        |
| 2018               | Ibiza ( España)      | Campeonato Europeo de Duatlón  | Medalla de oro     | Individual         |
| Campeonato España  |                      |                                |                    |                    |
| Año                | Lugar                | Prueba                         | Medalla            | Competición        |
| 2015               | Madrid ( España)     | Campeonato España de Natación  | Medalla de oro     | Individual         |
| 2016               | Madrid ( España)     | Campeonato España de Natación  | Medalla de oro     | Individual         |
| 2017               | Madrid ( España)     | Campeonato España de Natación  | Medalla de oro     | Individual         |
| 2017               | Madrid ( España)     | Campeonato España de Atletismo | Medalla de oro     | Individual         |
| 2018               | La Coruña ( España)  | Campeonato España de Triatlón  | Medalla de oro     | Individual         |
| 2018               | Madrid ( España)     | Campeonato España de Atletismo | Medalla de oro     | Individual         |
| 2019               | La Coruña ( España)  | Campeonato España de Triatlón  | Medalla de oro     | Individual         |
| 2019               | Madrid ( España)     | Campeonato España de Atletismo | Medalla de oro     | Individual         |